# 폴아웃 3
《폴아웃 3》(Fallout 3)는 베데스다 게임 스튜디오 개발에 베데스다 소프트웍스 배급의 액션 롤플레잉 오픈월드 비디오 게임이자 폴아웃 시리즈의 세 번째 작품이다. 이 게임은 시리즈 가운데 인터플레이 엔터테인먼트로부터 프렌차이즈를 인수한 이후 베데스다가 개발한 첫 작품이다. 전작의 2D 등각투영 그래픽과 턴 방식 전투 시스템을 대체하여, 시리즈 최초로 3D 그래픽과 실시간 전투 시스템이 적용되는 등의 주요 변동이 이루어졌다. 2008년 마이크로소프트 윈도우, 플레이스테이션 3, 엑스박스 360으로 전 세계 출시되었다.
게임은 "수도 황무지(Capital Wasteland)"로 총칭되는 워싱턴 D.C 폐허 및 그 서쪽의 전원 지대를 에워싸는 포스트 아포칼립스 오픈월드 환경을 무대로 한다. 그리고 원자력 시대 기술 덕분에 다른 시간대로 분리된, 《폴아웃》의 평상시 세계 설정을 따른다. 이 세계에서는, 미국과 중국의 천연자원 및 미개발 석유를 둘러싼 길고 긴 전쟁으로 인해 2077년 핵 아포칼립스가 실현되어 대파괴로 이어졌다. 이는 "대전쟁(The Great War)"으로 지칭된다. 주요 줄거리는, 《폴아웃 2》의 사건에서 36년 정도 지난 2277년의 시점을 따른다. 플레이어는 볼트 101의 한 주민을 조종하게 된다. 볼트는 대전쟁 전에 낙진으로부터 1,000여명의 사람을 보호하기 위해 지어진 지하 방공호이다. 주인공은 억지로 수도 황무지로 모험을 개시하여 볼트에서 미스터리한 정황으로 돌연 사라진 아버지를 찾아야 한다. 그 뒤 그는 아버지의 과업을 완수하기 위해 사력을 다하고 그러는 도중에 그것을 자기 목적에 쓰려는 미국의 전 정부의 타락한 잔존 세력들과 맞서 싸워야 한다.
《폴아웃 3》은 평론가에게 좋은 평가를 받았고 올해의 게임상에서 다수 수상했으며, 역대 가장 위대한 게임 중 하나로 간주되었다. 게임의 제약 없이 게임플레이와 유연한 캐릭터 레벨링 시스템이 특히 호평받은 점이었다. NPD 그룹이 조사한 결과, 《폴아웃 3》은 2008년 10월 발표 첫 달에 610,000장 넘게 팔려 첫 달에 500,000장 가까이 판매된 베데스다의 전작 《엘더 스크롤 4: 오블리비언》보다 나은 성적을 기록했다. 게임은 출시 후 지원이 이루어졌고 베데스다는 다섯 종의 다운로드 가능 콘텐츠를 발표했다. 발표 이후 호주에서는 알코올 및 마약 중독에 대한 능력 및 그 사용으로 논란을 발생시켰다. 인도에서는 게임상의 돌연변이화된 소 "브라민"이 문화 국가적 정서에 저촉되어 논란이 불거졌다. 일본에서는 "팻 맨"이라는 소규모 핵폭탄을 방출하는 무기가 논란이 되었다.

## 반응

### 평가
비디오 게임 평가 제공 사이트 메타크리틱에 따르면, 《폴아웃 3》은 격한 찬사를 받았다. 1UP.com의 데미안 린은 게임의 열린 게임플레이 및 유연한 캐릭터 레벨링 시스템을 칭찬했다. 그러면서 V.A.T.S. 시스템이 "즐겁다"고 했으며 적의 출연에서는 실시간 전투의 정밀성이 나타나 있고 적의 다양성도 충분하다고 평했다. 해당 평론은 《폴아웃 3》이 "웅대한 야망을 가진 게임으로 다시 보기 힘든 유형의 것"이라고 총평했다. IGN 기자 에릭 브루드비그는 게임의 "최소화된" 음향 설계를 호평하며 "당신은 단지 퇴락한 나무에서 나는 바람의 바스락 소리와 척박한 식물을 지나치는 먼지 바람 소리를 듣게 될 것이다 ... 《폴아웃 3》은 적음이 더함보다 나을 수 있음을 증명한다."고 논평했다. 또한 "비범한 현실성"이 "이 시대 가장 진정으로 상호작용하는 경험 중 하나로서" 제작된 "끝없는 대화의 순열"과 결합되었다고 서술했다. 코타쿠의 평론에서 작성자 마이크 파헤이는 "이논 주르의 음악 또한 엄청난 훌륭함으로 체워져 있으나, 《폴아웃 3》 음악의 진정한 공헌자들은 바로 1940년대 고전 노래다"라고 기술했다.
《폴아웃》과 《폴아웃 2》의 게임 감독 팀 케인은 미적 방향에 찬사를 보내며 게임의 세심함에 주목했다. 그러나 플레이어의 행동 및 결정에 관련하여 엔딩의 방식이 충분히 구성되지 않은 것 같다고 언짢아 했다. 그는 처음의 두 게임과 비슷한 줄거리 요소(그 예로 슈퍼뮤턴트와 엔클레이브를 들었다)를 반복 사용한 것에 비판했으며, 만약 자신의 회사인 트로이카 게임스가 라이센스를 획득했다면, 동부를 위해 완전히 다른 독창적 줄거리를 구상했을 것이라고 말했다. 《폴아웃 2》의 핵심 작가 크리스 아벨론은, 게임을 "내가 보기에는 선택지 및 도구도 넉넉하며 무엇보다 나 역시 변화에도 불구하고 재밌게 했다"고 표현하였고, 폴아웃 세계의 몰입, 전작의 두 캐릭터 유산의 성공적 계승, 성취감을 주는 오픈월드 요소를 호평했다. 다만 일부 등장인물의 각본 및 플레이어 캐릭터 스킬의 균형 속 게임플레이 선택에 대해 비판했다. 게임스파이의 윌 터틀은 게임이 "매력적인 스토리라인, 흠 없는 주인공, 중독성 있는 수백시간의 게임플레이"를 보장한다고 소개했다. 《엣지》는 당초 게임에 10점 만점에 7점을 매겼으나, 이후 "오늘날 플레이하기 좋은 최고의 게임 100선(100 best games to play today)" 특집호에서는 "《폴아웃 3》은 권능을 부여하고, 매력적이며, 돈값을 하는데, 그 수준은 오직 몇몇 게임만 도달한 수준이다."라고 부르며 37위로 선정했다.
물리 및 충돌에 관한 버그들은 비판 가운데 하나였다. 이러한 버그들은 퀘스트를 망가뜨리고 심지어는 게임 진행을 막기도 했다. 인공지능과 뻣뻣한 등장인물 애니메이션 역시 흔히 지적되는 비판 대상이었으며, 엔딩도 그러했다. 《엣지》가 주장하기를, "게임은 디자인에 있어 번잡스럽고, 디테일의 수행에 있어서는 주기적으로 무능해진다."고 했으며, 무력한 HUD, 메뉴 인터페이스의 투명성에서 나타나는 특정 결함과 《오블리비언》의 자잘한 문제점의 답습을 꼬집었다. 《엣지》는 중심 이야기를 높이 샀지만, "각본은 아이디어를 뒷받침하는 설정들을 상당히 무시하고 있다."며 "성우 연기는 그보다도 비현실적이다."라고 말했다.

### 논쟁 및 팬덤
이건 "폴아웃" 게임이 아니다. 심지어 내 생각에, "폴아웃"에 영감을 받은 게임도 아니다. "폴아웃" 형식 및 이름과 비슷한 것을 한데 모아둔 것에 불과하다 ... 전기, 전쟁 전 전자기기, 전력이 공급되며 아직까지 작동되는 컴퓨터 (잠시만 생각해 보라), 작동되는 콜라 및 스낵 기계, 무기, 탄약, 고철 (다수가 원하는 것), 심지어는 약탈되지 않은 구급상자까지 곳곳에 산재해 있다.
베데스다가 폴아웃 시리즈의 방향을 결정하게 된 것을 모든 팬들이 반긴 것은 아니었다. 첫 두 게임인 《폴아웃》과 《폴아웃 2》에서 악명 높은 공헌을 한, 가장 오래된 폴아웃 팬사이트 가운데 하나인 《노 뮤턴츠 얼라우드》의 멤버들은, 원 게임들의 줄거리, 게임 방식, 설정을 변경한 것에 분개했다. 200년이 지났지만 상하지 않은 음식의 흔함, 핵폭발 뒤에도 멀쩡히 서 있는 나무 주택, 초반부의 슈퍼 뮤턴트 존재 등이 비난의 대상이었다. 또 게임의 각본과 그 신빙성의 수준, 1인칭 액션 게임 형식으로의 변동, 플레이어의 행동에 따른 주위 환경의 반응성의 수준에도 비판이 일었다. 이에 관한 반응으로, 디스트럭토이드의 짐 스털링은 《노 뮤턴츠 얼라우드》 같은 팬 그룹들이 "이기적"이고 "오만하다"고 경멸했다. 그는 새로운 관객이 《폴아웃》 게임을 플레이할 기회가 생긴 것이라면서, 만약 시리즈가 1997년에 답보해 있었다면, 새로운 타이틀은 애초 제작되지 않았을 것이고 시장에서 팔리지도 않았을 것이라고 작성했다. 《코타쿠》는 그러한 정서가, 소유욕에 관한 문제라고 지적했다. 그리고 《폴아웃 3》의 경우, 원작의 하드코어 팬들은 자신들의 최고 게임이 무언가 다른 것으로 변경한 것을 증명한 셈이라고 썼다.